# سايا (قصيدة)
سايا (الفارسية: سایا) هو نوع من القصيدة أو الأغنية التي يرددها التاكام تشي أثناء العزف على تاكام.